# 土拉卡湖伴麗魚
土拉卡湖樸麗魚（拉丁語：Hemichromis exsul），為輻鰭魚綱鱸形目隆頭魚亞目慈鯛科的其中一種，分布於非洲土拉卡湖流域，體長可達10（3.9英寸），棲息在中底層水域，生活習性不明。

## 擴展閱讀
維基物種上的相關：土拉卡湖伴麗魚